# Israel Corporation
Israel Corporation ist ein israelisches Unternehmen mit Sitz in Tel Aviv. Es ist im TA-100 Index an der Tel Aviv Stock Exchange gelistet.

## Geschichte
Das Unternehmen wurde 1968 von der israelischen Regierung und dem deutsch-polnischen Juden Shaul Eisenberg gegründet. Eisenberg hatte Europa im Rahmen der japanischen Militärgeheimdienstoperation, die von Diplomaten-Agent Chiune Sugihara organisiert wurde, verlassen.
1982 ging das Unternehmen an die Börse in Tel Aviv. 1999 erwarb die Ofer Brothers Group die Mehrheit am Unternehmen. Idan Ofer hält 3,9 % am Unternehmen, weitere 46,9 % hält die von ihm kontrollierte Millennium Investments Elad. Die Bank Leumi Le-Israel besitzt 5,9 %. Das Mischunternehmen ist hauptsächlich im Bereich Chemie & Düngemittel tätig.
Die Anteile an IC Energy (Inkia), IC Green Energy, ZIM, Qoros und Tower Semiconductor wurde Anfang 2015 als Kenon Holdings abgespalten.
Das Unternehmen hält weiterhin Anteile an folgenden Unternehmen:
- 46 % an Israel Chemicals (ICL): Dünger- und Spezialchemiehersteller, gehört zu den größten Unternehmen in Israel überhaupt
- 37,1 an Oil Refineries (ORL): betreibt den größten Ölraffinerie- und Petrochemiekomplex Israels und einen der größten im östlichen Mittelmeerraum
- Better Place: in verschiedenen Ländern Betreiber von Auflade- und Service-Stationsnetzen für Elektroautomobile